# Bermudská vlajka

Bermudská vlajka
Poměr stran: 1:2

Bermudská státní námořní vlajka
Poměr stran: 1:2

Vlajka Bermud je tvořena (jako v jediném britském závislém území) britskou obchodní, tzv. červenou vlajkou (Red Ensign) o poměru stran 1:2, s bermudským vlajkovým emblémem (anglicky badge) ve vlající části. Na bílém poli štítu je sedící červený lev na zeleném pažitu, držící další štít s vyobrazením lodi ve vlnách.
Že je list vlajky červený, je pravděpodobně na připomínku toho, že první osadníci připluli na britských lodích s červenou obchodní vlajkou. Loď je Sea Venture, potápějící se u útesu dnes zvaném Sea Venture Flat. S touto lodí tu ztroskotal roku 1609 admirál George Somers, jehož jméno potom ostrovy krátkou dobu nesly, a ztroskotanci byli prvními, ale dočasnými bermudskými obyvateli.

## Historie
Vlajka byla přijata 4. října 1910.

## Galerie

Vlajka bermudského guvernéra Poměr stran: 1:2
Vlajka bermudského guvernéra (1910–1999) Poměr stran: 1:2
Bermudská vlajka (1875–1910)
Bermudská vlajka (1910–1999) Poměr stran: 1:2